# Championnats du monde d'aviron 1966
Navigation
Édition précédente Édition suivante
Les championnats du monde d'aviron 1966, deuxième édition des championnats du monde d'aviron, ont lieu en 1966 à Bled, en Yougoslavie.

## Podiums
Médailles des championnats du monde d'aviron de 1966 : 

### Épreuves masculines
| Épreuves | Or | Or            | Argent | Argent | Bronze | Bronze |
| -------- | --- | ------------- | --- | ------ | --- | ------ |
| M1x      | États-Unis Don Spero |               | Pays-Bas Henri Jan Wienese |        | Allemagne de l'Ouest Jochen Meißner |        |
| M2x      | Suisse Melchior Bürgin Martin Studach |               | États-Unis Seymour Cromwell James Storm |        | Allemagne de l'Est Manfred Haake Jochen Brückhändler |        |
| M2-      | Allemagne de l'Est Peter Kremtz Roland Göhler                                                                                                  |               | Autriche Dieter Losert Dieter Ebner |        | Union soviétique Viktor Suslin Boris Fjedorow |        |
| M2+      | Pays-Bas Hadriaan van Nes Jan van de Graaf Poul de Haan                                                                                        |               | France Jacques Morel Georges Morel Gilles Florent |        | Italie Primo Baran Renzo Sambo Enrico Pietropolli |        |
| M4-      | Allemagne de l'Est Frank Forberger Frank Rühle Dieter Grahn Dieter Schubert                                                                    | 6 min 18 s 41 | Union soviétique Zigmas Jukna Antanas Bagdonavičius Volodymyr Sterlyk Juozas Jagelavičius                                                                         |        | Pays-Bas Maarten Kloosterman Roelof Luynenburg Eric Niehe Rudolf Stokvis                                                                                    |        |
| M4+      | Allemagne de l'Est Hänno Melzer Horst Bagdonat Helmut Hänsel Karl-Heinz Gzeschuchna Klaus-Dieter Ludwig                                        | 6 min 29 s    | Union soviétique Anatoly Tkachuk Vitaly Kurdchenko Boris Kuzmin Vladimir Yevseyev Anatoly Luzgin                                                                  |        | Yougoslavie Boris Ercegović Predrag Savić Ivo Juginović Frane Kazija Ljubomir Čurović                                                                       |        |
| M8+      | Allemagne de l'Ouest Horst Meyer Dirk Schreyer Michael Schwan Ulrich Luhn Peter Hertel Rüdiger Henning Lutz Ulbricht Peter Kuhn Peter Niehusen | 5 min 55 s    | Union soviétique Juri Chodorow Andris Prieditis Aleksandr Martyshkin Arkadiy Kudinov Elmārs Rubīns Vladimir Rikkonen Viktor Suslin Pawel Iljinskij Wiktor Mihejew |        | Allemagne de l'Est Joachim Böhmer Wolfgang Schulz Jörg Lucke Kurt Wunderlich Erich Wunderlich Klaus-Dieter Bähr Peter Hein Hans-Jürgen Bothe Hartmut Wenzel |        |

## Tableau des médailles
| Rang  | Nation               | Or | Argent | Bronze | Total |
| ----- | -------------------- | -- | ------ | ------ | ----- |
| 1     | Allemagne de l'Est   | 3  | 0      | 2      | 5     |
| 2     | Pays-Bas             | 1  | 1      | 1      | 3     |
| 3     | États-Unis           | 1  | 1      | 0      | 2     |
| 4     | Allemagne de l'Ouest | 1  | 0      | 1      | 2     |
| 5     | Suisse               | 1  | 0      | 0      | 1     |
| 6     | Union soviétique     | 0  | 3      | 1      | 4     |
| 7     | Autriche             | 0  | 1      | 0      | 1     |
| 7     | France               | 0  | 1      | 0      | 1     |
| 9     | Italie               | 0  | 0      | 1      | 1     |
| 9     | Yougoslavie          | 0  | 0      | 1      | 1     |
| Total | Total                | 7  | 7      | 7      | 21    |